# Chronique de Montpellier

La Chronique romane ou Chronique de Montpellier est une ancienne chronique de la ville de Montpellier écrite en occitan initialement puis en moyen français. La Chronique a probablement été écrite pour être utilisée par les officiers de la ville, qui auraient voulu garder un témoignage de l'histoire locale afin de les aider dans l'administration de la cité et pour encourager la fierté civique des montpelliérains. L'enregistrement des administrateurs de la commune, tels que les membres du conseil, était également important, et dans deux manuscrits de la Chronique figure la Charte de 1204 (Magna carta), une compilation du droit coutumier local. Sa rédaction sous forme d'annales est typique des chroniques communales de la même période.

## Manuscrits
La Chronique a été recueillie dans cinq manuscrits à un moment donné. Les annales de Montpellier H119, figurant maintenant parmi les anciens fonds (les sources antiques) de la Bibliothèque de la Faculté de médecine de Montpellier, couvrent toute la période 816-1364. Le manuscrit appelé Joubert aujourd'hui perdu, anciennement à la Bibliothèque royale à Paris, ne contenait que les annales des années 1088-1264. Le Thalamus des archives du roi est désormais perdu, et nous sont parvenus Le Grand Thalamus de Montpellier et Le Petit Thalamus de Montpellier (Thalamus parvus), qui sont conservés dans les archives municipales de Montpellier et couvrent les années 814-1604. Tous les manuscrits proviennent d'une source unique pour les années qu'ils ont en commun. En général Le Petit Thalamus a les entrées les plus complètes, bien que ce dernier et Montpellier H119 ont été composés « avec négligence et à la hâte, avec de fréquentes erreurs orthographiques et historiques » et diffèrent dans la datation de nombreux événements.
Des indices basés sur l'orthographe indiquent que le manuscrit de Montpellier H119 est plus ancien que Le Petit Thalamus. Par exemple, l'ancienne orthographe « Montpeslier » (du latin Montepestalario) est préféré dans le premier alors que « Montpellier » se rencontre dans le second. La dernière année dans H119 est 1364, alors que Le Petit Thalamus continue encore pendant 340 années jusqu'en 1604. Les copies anciennes de la chronique contiennent également des listes annuelles de consuls dans le corps du manuscrit, alors que dans Le Petit Thalamus, ces listes se trouvent dans la marge à côté des années correspondantes de la chronique. L'avant-dernière entrée de la chronique de H119 est datée de 1295, probablement la date de son achèvement initial, puisque toutes les entrées jusqu'à cet endroit sont écrites dans une écriture gothique du XIIIe siècle. Le Petit Thalamus contient de nombreuses années entre 1295 et 1364, mais pas l'année 1364. Le possesseur du manuscrit en 1364 a probablement ajoutée la partie finale, dans une écriture plus cursive que celle du début.

## Éditions modernes
Au XVIe siècle, le président Philippy, un responsable local, a préparé une édition critique du texte du Thalamus des archives du roi, mais ce travail est resté inédit. À la veille de la Révolution française, le Père Pacotte de Saint-Germain-des-Prés a également essayé d'éditer la chronique, mais elle est restée inédite. La Société archéologique de Montpellier a publié la première édition de la chronique, basée sur Le Petit Thalamus, en 1836. En 1901, une autre édition intitulée « Chronique de Montpellier et de l'Hérault » est éditée en deux volumes.
En 2006, une édition critique avec traduction anglaise basée sur Montpellier H119 a été publiée par Jeffrey S. Widmayer.

## Dates et auteurs
Les éditeurs du Petit Thalamus ont émis l'hypothèse que la chronique d'origine, à partir de laquelle toutes les versions manuscrites ont été tirées, a commencé vers 1088, sous la seigneurie de Guilhem V de Montpellier, et a été poursuivie par une succession de scribes. Le choix de cette date est probablement dû au fait que cela correspond au point de départ de la chronique dans le manuscrit Joubert, qui est le plus ancien. Cependant, en évoquant la mémoire de Raymond IV de Toulouse (1093-1105), le scribe d'origine se trompe en le croyant au pouvoir à l'époque de la mort de Charlemagne (814), une erreur grossière peu probable de la part d'un contemporain de Raymond. Il n'y a aucune raison pour que la composition n'ait pu commencer plus tard.
La première date de la chronique est 814, l'année de la mort de Charlemagne, à tort située par le scribe 809 années après la naissance du Christ. Les années comprises entre 814 et 1134 ne sont que rarement enregistrées, et l'année 1104 n'est pas placée dans l'ordre chronologique, mais à partir de 1141 la chronique enregistre plusieurs entrées par an et contient plus de détails. Cela pourrait indiquer le début de la composition. Le scribe d'origine a pu se fonder sur une « vague mémoire historique » et sur la mémoire collective d'une ville qui a vécu pendant des siècles sous la domination d'une seule famille, les Guilhem, pour enregistrer des événements antérieurs à son époque.
Les auteurs de la chronique manifestent un intérêt particulier pour les miracles et la fondation d'organisations religieuses, mais il était rare que les clercs de l'époque écrivent dans la langue vernaculaire, sauf s'ils ont écrit pour des clients ne sachant pas lire le latin.

## Éditions
- Ferdinand Pégat et Eugène Thomas, Thalamus parvus : le petit thalamus de Montpellier : publié pour la première fois d'après les manuscrits originaux, Jean Martel Aîné, coll. « Société archéologique de Montpellier », 1836/40 (Lire en ligne : sur Internet Archive ou GoogleBooks.